# Семенюк Олександр Васильович
Олександр Васильович Семенюк ( Народився 9 березня 1957 року у Донецьку - помер 12 серпня 2013 року, Івано-Франківськ) — заслужений діяч мистецтв України та головний художник Івано-Франківського академічного облмуздрамтеатру імені Івана Франка.

## Біографія
Одразу після школи, у 1974 був прийнятий на посаду художника-декоратора у Донецький музично-драматичний театр ім. Артема.
1979 року став студентом Київського Державного Художнього Інституту (Майстерня Д.Лідера). Під час навчання виявив себе настільки талановитим в усіх галузях мистецтва, що йому пропонували перейти на скульптурне відділення. Але Олександр віддав перевагу театрові. З 1984 року на посаді художника-декоратора Івано-Франківського театру. Головним художником стає 1985 року.
За рекомендацією Міністерства культури України 1996 року Семенюк бере участь в міжнародному конкурсі сценографічних проектів у Дрездені (Німеччина) під керівництвом професора Розалі. За результатами конкурсу увійшов до числа одинадцяти найкращих художників Європи. Деякі сценографічні макети Олександра Семенюка зберігаються у Музеї театрального мистецтва у місті Києві.
Творчий доробок Олександра Семенюка становить більше 60-ти сценографічних проектів.
Разом з режисером Ігорем Борисом Олександр Семенюк на початку кар'єри створили проекти до вистав, які в Івано-Франківському театрі вважаються найкращими: «Украдене щастя» Івана Франка, (окрім перемоги на місцевих «Прем'єрах сезону» (гран-прі), принесла гран-прі «За найкращу сценографію» на Харківському фестивалі «Березіль»), «Шрами на скалі», «Іуда Іскаріотський», «Олекса Довбуш» тощо.
Олександр Семенюк помер на роботі близько полудня 12 серпня 2013 року.

## Нагороди та відзнаки
У 2002 — присвоєно звання «Заслужений діяч мистецтв України». У 2009 — нагороджений медаллю «За заслуги перед Прикарпаттям» ІІІ ступеня.
Художник неодноразово посідав призові місця на всеукраїнських та міжнародних фестивалях: «Флорар — 88» (Кишинів), «Березіль 90», «Березіль 93» (Харків), «Херсонеські ігри-95» (Севастополь), «Театральні слов'янські зустрічі» (Чернігів), «Мистецьке березілля» (Київ). Шестикратний лауреат гран-прі за «Найкращу сценографію» Івано-Франківського театрального фестивалю «Прем'єри сезону».